# Hexatoma brevifurca
Hexatoma brevifurca är en tvåvingeart som beskrevs av Alexander 1956. Hexatoma brevifurca ingår i släktet Hexatoma och familjen småharkrankar.
Artens utbredningsområde är Uganda. Inga underarter finns listade i Catalogue of Life.